# 北尾倫彦
北尾 倫彦（きたお のりひこ、1932年 - ）は、日本の教育心理学者、大阪教育大学名誉教授。
東京教育大学心理学科卒業、1970年「対連合学習における媒介連合の研究」で京都大学より文学博士の学位を取得。神戸大学教育学部助手、大阪学芸大学助教授、大阪教育大学教授、1996年定年退官、名誉教授、京都女子大学教授。教育課程審議会専門調査員、大阪教育大学附属池田中学校長を務めた。2014年瑞宝中綬章受章。

## 著書
- 『記憶の媒介機構-対連合学習法による媒介連合の研究』 日本心理学会モノグラフ委員会 1969年
- 『学業不振 落ちこぼれを防ぐ教育の理論』 田研出版 1979年10月
- 『学び方・学ばせ方の心理』 創元社 1980年8月
- 『学業不振児指導の実際』 田研出版 1984年8月
- 『意欲と理解力を育てる』 金子書房 1984年6月
- 『やる気を出させるお母さんの知恵』 第三文明社 1984年12月
- 『自己教育力を育てる先生』 日本図書文化協会 1986年5月
- 『伸びる子・伸ばす親 たくましい心を育てる』 ひかりのくに 1988年7月
- 『学習指導の心理学 教え方の理論と技術』 有斐閣 1991年4月
- 『新しい学力観を生かす先生』 図書文化社 1993年10月 (先生シリーズ)
- 『ハイクオリティ教育のすすめ』 田研出版 1997年8月
- 『授業改革と学力評価 求同求異論からの提言』 図書文化社 2008年6月

## 共編著
- 『学習心理学』 杉村健 日本文化科学社 1972年
- 『幼児の心のひみつ』 山本和美共著 第三文明社 1977年6月 (灯台ブックス)
- 『学習の心理 教科学習の基礎』 ミネルヴァ書房 1978年5月 (TP叢書)
- 『児童学習心理学 理論と実験』 杉村健共編 1978年11月 (有斐閣双書)
- 『講座学業不振対策』 明治図書出版 1980年5月
- 『教育大学教科教育講座 第2巻 教科の教授=学習の理論と方法』 木下繁弥共編 第一法規出版 1980年4月
- 『教職心理学講座 2 児童心理学』 第一法規出版 1981年4月
- 『勉強のできる子・できない子 たくましさと学力をともに育てる』 創元社 1983年9月
- 『おちこぼれ・おちこぼし なぜ学業不振におちいるか』 梶田叡一共編 1984年5月 (有斐閣選書)
- 『子どもの心理と教育』 創元社 1985年9月
- 『心理学への招待』 小嶋秀夫共編 1986年2月 (有斐閣ブックス)
- 『わかる授業の心理学 教育心理学入門』 速水敏彦共著 1986年4月 (有斐閣選書)
- 『自己教育力を考える』 日本図書文化協会 1987年4月
- 『自己教育力育成の実践事例集 図書文化社 1990年9月 (図文・指導と評価シリーズ)
- 『新しい授業の創り方講座 第2巻 考える力と創造性の育成を目指す授業実践の改革』 第一法規出版 1991年10月
- 『小学校指導要録・通信簿の記入例と用語例』  国土社 1992年1月
- 『基礎・基本を身につける』 東洋館出版社 1992年8月 (シリーズ『学校改善とスクールリーダー』 特色ある学校を創る
- 『観点別学習状況の評価基準表 小学校1-6年』 図書文化社 1993年7月
- 『図説小学校教育方法改善講座 第8巻 よさを発見する指導と評価』 ぎょうせい 1994年4月
- 『自己教育の心理学』 1994年5月 (有斐閣選書)
- 『思考力・判断力 その考え方と指導と評価』 図書文化社 1995年6月 (図文・指導と評価シリーズ
- 『新しい評価観と学習評価 図書文化社』 1996年6月 (図文・指導と評価シリーズ)
- 『生きる力を支える学習意欲の育て方A-Z』 図書文化社 1997年6月 (A-Zシリーズ)
- 『自ら学び自ら考える力を育てる授業の実際』 図書文化社 1999年2月 (新教育課程実践シリーズ)
- 『学習不適応の心理と指導 開隆堂出版』 2002年11月 (子どもをとりまく問題と教育)
- 『精選コンパクト教育心理学 教師になる人のために』 中島実,林龍平,広瀬雄彦,高岡昌子,伊藤美加共著 北大路書房 2006年9月
- 『学びを引き出す学習評価』 図書文化社 2006年11月 (図でわかる教職スキルアップシリーズ)

## 翻訳
- 『教授のための学習心理学』 R.M.ガニエ サイエンス社 1982年9月 (ライブラリ教育の心理学)

## 論文
- 「ひらがな文と漢字まじり文の読みやすさの比較研究」 『教育心理学研究』 第7巻 4号 1960
- 秦淑子と共著 「幼児の概念的分類行動におよぼす教示効果」 『教育心理学研究』 第19巻 4号 1971
- "Verbal factors as determination of intermediate-size transposition in preschool children", Japanese Psychological Research, Vol. 16.No. 2,1974
- 「対連合学習における文章化と絵画化の効果について」 『心理学研究』 第45巻 1975
- 「再認と学習におけるラベリングの機能」 『心理学評論』 第18巻 2号 1975
- 八田武志ほかと共著 「教育漢字881字の具体性・象形性・熟知性」 『心理学研究』 第48巻 2号 1977
- "Verbal and perceptual facilitation in intermediate-size transposition of kindergaden children", Psychologia, Vol. 20, No. 1,1977
- 「自由再生課題における分散効果の研究」 『心理学研究』 第54巻 2号 1983
- 速水敏彦ほかと共著 「教授スキル評価の視点に関する検討」 『日本教育工学雑誌』 第12巻 3号 1988
- 「文の自由再生における分散効果の研究」 『心理学研究』 第63巻 2号 1992
- 「文章理解におよぼす時間的要因の影響」 『読書科学』 第36巻 4号 1992
- 「児童における読書困難と作動記憶の関係」 『読書科学』 第38巻 4号 1994
- "Spacing effects on implicit picture memory", Perceptual and Motor Skills, Vol. 86, 1997
- 井上毅と共著 "The effects of spaced repetition on explicit memory", Psychologia, Vol. 41, No.2, 1998
- 木原香代子と共著 "Spacing effects on the memory for face", Perceptual and Motor Skills, Vol. 89, 1999
- 北村瑞穂と共著 「中心・偶発学習課題における分散効果と選択的注意」 『基礎心理学研究』 第19巻 2号 2001

## 参考
- 近著略歴
- 『日本心理学者事典』クレス出版、2003年、371頁。ISBN 4-87733-171-9。